# Erythroplusia rutilifrons
Erythroplusia rutilifrons là một loài bướm đêm trong họ Noctuidae.